# Franse presidentsverkiezingen 1885

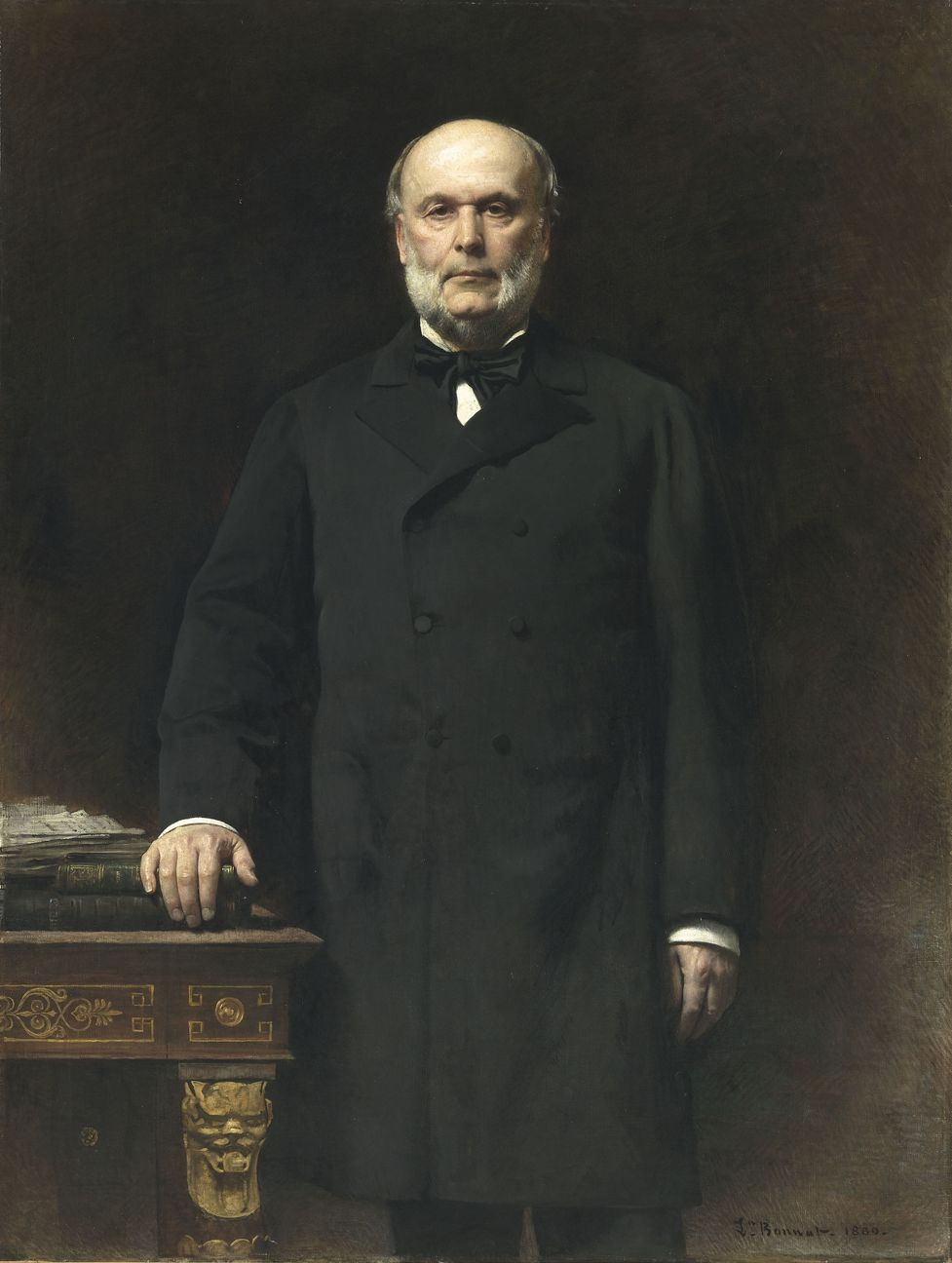
Jules Grévy

Op 28 december 1885 vonden er in Frankrijk presidentsverkiezingen plaats. De verkiezingen werden gewonnen door zittend president Jules Grévy.
| Kandidaten           | politieke richting | ronde 1      |
| -------------------- | ------------------ | ------------ |
| Jules Grévy          | republikein        | 79,34% (467) |
| Henri Brisson        | centrum            | 11,81% (68)  |
| Charles de Freycinet | links              | 2,43% (14)   |
| Anderen              | onafhankelijken    | 6,42% (37)   |